# 1499 Pori
1499 Pori este un asteroid din centura principală, descoperit pe 16 octombrie 1938, de Yrjö Väisälä.